# Jesper Langberg
Jesper Langberg, född 20 oktober 1940 i Frederiksberg, död 29 juni 2019, var en dansk skådespelare. Langberg är främst känd som Kristen Skjern i tv-serien Matador och olika roller i Olsen-banden-filmerna. Han har spelat i såväl film, tv som teater innan han valde att pensionera sig 2013.
Jesper Langberg var son till skådespelaren Sigurd Langberg och yngre bror till skådespelaren Ebbe Langberg.

## Filmografi i urval
- 1965 - Pigen og millionæren
- 1965 - Flådens friske fyre
- 1965 - Een pige og 39 sømænd
- 1965 - Jensen længe leve
- 1966 - Tre små piger
- 1966 - Nu stiger den
- 1966 - Dårfinkarnas paradis
- 1966 - Soyas tagsten
- 1966 - Søskende
- 1967 - Mig og min lillebror
- 1967 - Det er ikke appelsiner - det er heste
- 1967 - Far laver sovsen
- 1968 - Mig og min lillebror og storsmuglerne
- 1968 - I den grønne skov
- 1968 - Det er så synd for farmand
- 1968 - Sådan er de alle
- 1969 - Midt i en jazztid
- 1969 - Mig og min lillebror og Bølle
- 1970 - Amour
- 1970 - Rend mig i revolutionen
- 1970–1977 – Huset på Christianshavn (TV-serie)
- 1971 - I morgen, min elskede
- 1972 - Man sku' være noget ved musikken
- 1972 - Olsen-bandens store kup
- 1973 - Olsen-banden går amok
- 1976 - Julefrokosten
- 1978 - Firmaskovturen
- 1978-1981 – Matador (TV-serie)
- 1980 - Attentat
- 1982 - Felix
- 1982 - Kidnapning
- 1982 - Tre engle og fem løver
- 1982 - Pengene eller livet
- 1985 - Når engle elsker
- 1987 - Peter von Scholten
- 1993 - Det forsømte forår
- 1997 - Sekten
- 1998 - Olsen-bandens sidste stik
- 1999 - Besat
- 2001 - Flygande farmor
- 2001 - Olsen-banden Junior
- 2004 - Kongekabale
- 2007 - Sommer